# 그리스 대기근
대기근(그리스어: Μεγάλος Λιμός)은 추축국 점령기의 그리스에서 일어난 대기근이다. 그리스인들이 크게 고통을 받았던 해당 시기에 추축국들은 대규모 식량 수탈 정책을 행했다. 추축국 측의 수탈, 연합국에 의한 봉쇄, 그리스 공방전으로 파괴된 인프라, 강력한 암시장의 등장으로 인해 대기근이 발생했는데, 1941년에서 1942년의 겨울에 정점을 찍었다.
희생자가 많이 발생하고 그리스 디아스포라가 압박을 가하여 영국 해군은 봉쇄를 부분적으로 해제했다. 1941년 말에는 튀르키예 적신월, 1942년 여름에는 국제 적십자가 몇몇 국가와 그리스인 인도주의 단체들의 도움으로 충분한 식량을 공급할 수 있었지만 상황은 나치 점령이 끝날 때까지 암울했고 종전 때까지 소규모로나마 이어졌다.

## 배경

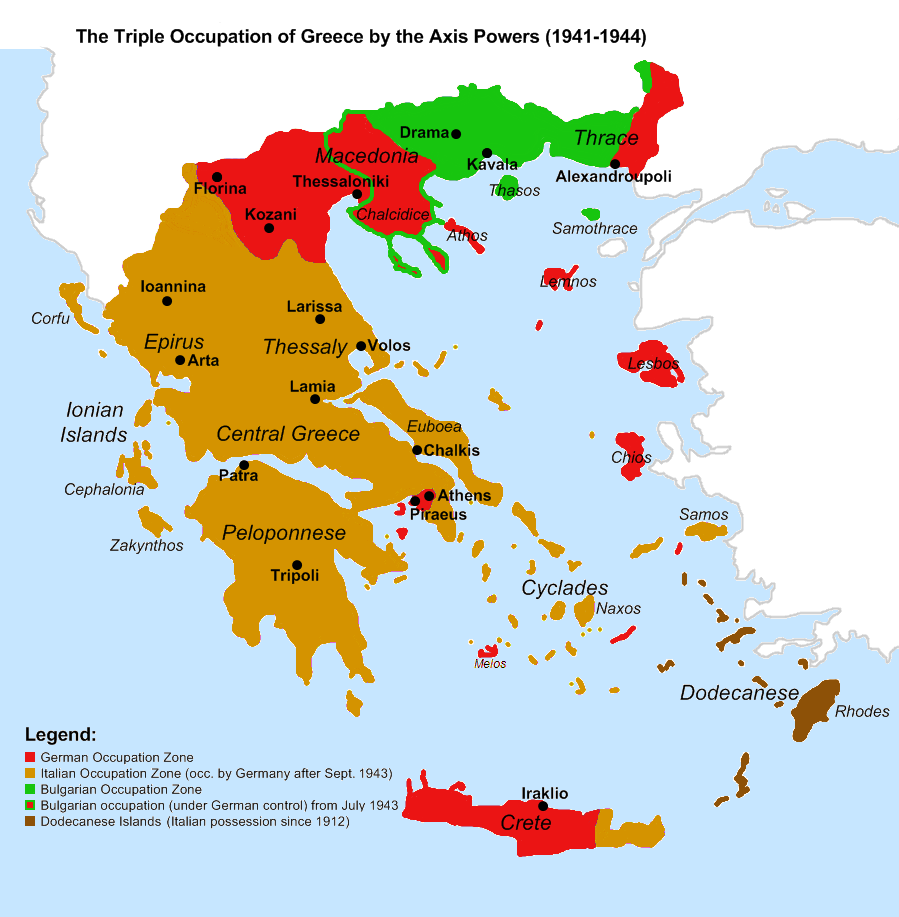
추축국에 의해 3분할된 그리스

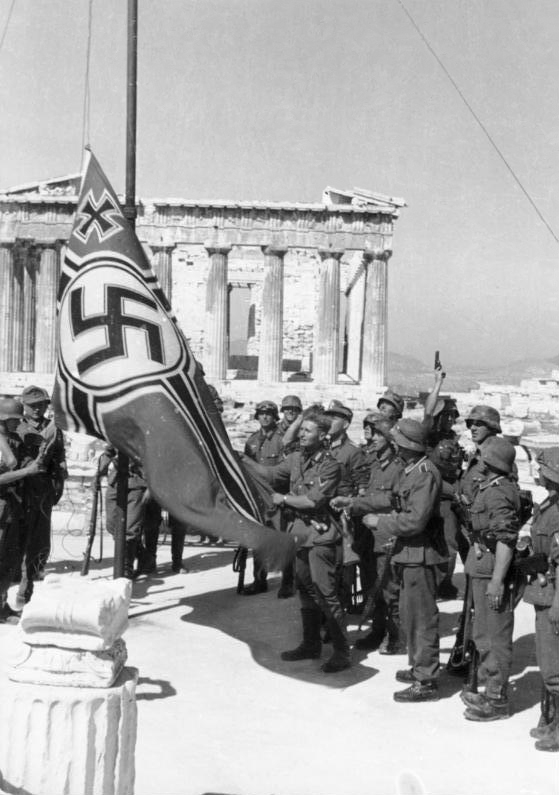
아크로폴리스에서 국가전쟁기를 게양하는 독일군

1940년 10월 28일 이탈리아에 의해 그리스-이탈리아 전쟁이 일어났으나 이탈리아가 굴욕적으로 패했고 오히려 그리스가 알바니아로 진격했다. 그러나 1941년 4월 6일 그리스 공방전이 시작하여 그리스는 전격전을 수행하는 나치 독일군의 공격을 받아 후퇴했다. 승리 직후 추축국들은 그리스를 3분할 했는데, 해당 지역들에서는 상품과 사람의 이동이 엄격히 금지됐다. 독일은 아테네 및 테살로니키 인근 지역, 에게해의 몇몇 전략적인 전초기지를, 불가리아는 트라키아와 동마케도니아 북부를, 이탈리아는 본토 대부분과 이오니아 제도를 차지했다.
그리스를 처음 점령하고 나서부터 독일과 이탈리아는 가치 있는 원자재와 식량 등 모든 것들을 대규모로 수탈했고 민간인 학살도 자행했다.

## 점령 이후 첫 달

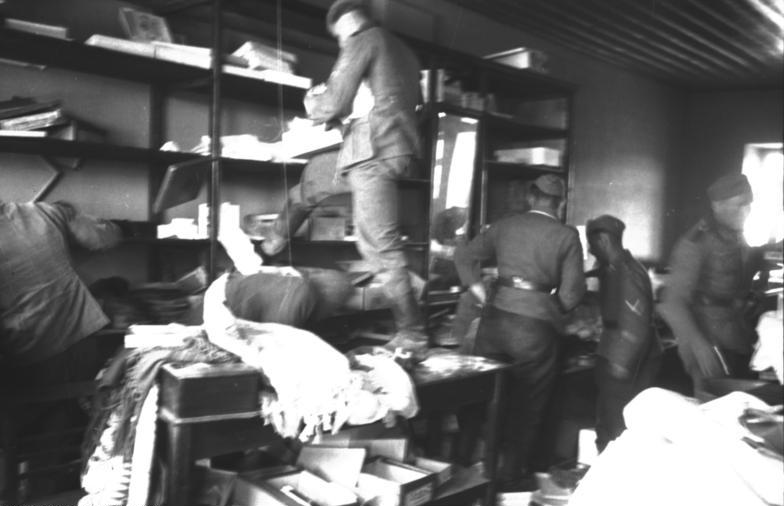
상점을 약탈하는 독일군

점령지에서는 어선과 짐 나르는 동물들을 포함하는 모든 교통수단과 연료가 몰수되어 식량 및 다른 상품들의 운반이 최소한으로 이뤄지게 됐다. 점령국들은 전략 산업을 장악한 후 ‘점령지 마르크화’로 최저가를 지불하여 구매하거나 도용했다. 점령국들은 담배, 올리브유, 면화, 가죽 같은 모든 상품들을 자국으로 운반했다.
독일이 아테네에 입성한 1941년 4월 27일 아테네에 머무르면서 미국 원조 기관에서 근무하던 레어드 아처(Laird Archer)는 다음과 같이 밝혔다.
 4월 28일 … 아테네에서 엄청난 수탈이 시작했다.
남은 식량과 연료가 먼저 수탈됐다. … [한 직원이] 시장 전체가 스와스티카로 봉해진 걸 봤다. 독일인들은 모든 공공 [연료] 탱크를 비웠다. … 우리 측 간호사들이 언덕에서 안전하게 있다는 것을 오늘 알리기 위해 온 마라톤 지역 농부는 자신의 가금류, 심지어 비둘기가 기관총 습격을 받았고 스와스티카가 들판의 네 귀퉁이에 붙여졌다고 했다. 죽음을 무릅쓰고 들판에 있는 것에 손대지 말 것을 경고받았다고 한다.
침략자들은 고기, 소, 양을 아테네 북부에서 며칠 간 수탈하고 이제는 교외 지역에서 젖소들을 쟁여두고 있다. … 농무부에 있는 내 친구들은 국내 수요 20만 톤이 도축 때문에 1/3로 줄 것으로 보고 있다.
현대 운송 수단들이 식품 공급과 동시에 장악됐다. 신타그마 광장은 이미 수탈된 차량들로 차 있다. … 버스도 마찬가지로 수탈됐다. 그리고 특별히 트럭들도 … 모든 자전거가 지정된 장소로 옮겨져야 한다는 포고문이 붙여지거나 라디오로 방송됐고 5천 대 넘게 수탈됐다.
도소매 상점들이 체계적으로 처리됐다. 이는 새로 인쇄된 ‘점령지 마르크’로 ‘구매’되는 고상한 방식으로 이뤄졌는데, ‘점령지 마르크’는 그리스 밖에선 가치가 없다. 이른 아침에는, 아테네에서 잡역에 동원되지 않는 모든 병력이 그러한 화폐를 100마르크씩 지급받았다. … 군인들이 여성용 스타킹부터 가전제품까지 무엇이든 구매하기 위해 상점들로 보내졌다. 군인들은 그들이 ‘구매한’ 상품들을 모국으로 소포 우편, 철도 등기 운송, 선박 운송을 통해 보냈다. … 나는 소규모 가죽 상점을 싹쓸이한 분대원들이 새로 산 여행용 가방을 갖고 옷가게로 가는 걸 봤다. 이스트만 코닥 상점에 있는 사진기들이 동이 났다. … 기본적으로 그리스의 산업이 넘어가고 있다. 이는 재고 60%를 ‘구매’하는 동일한 고상한 체계, 그리고 독일인 감독관을 임용함으로써 이뤄진다.
원자재, 철강, 가죽 등이 몰수됐다. 독일인들에 의해 중요하지 않다고 여겨져서 원 소유자들에게 반환된 소공장 몇 십 곳들을 가동할 원료들이 없다. … 목수들에게는 여전히 이뤄지는 거의 안 되는 공사 일을 할 못도 없다.
결국 병원과 약국 물품들이 수탈되고 있다. …
이런 일들이 아주 신속하고 효율적으로 이뤄졌고 우리는 일상 용품들을 어디서 구할지 몰라 당황스럽다.

실업률이 급등했고, 주둔군 유지를 위해 괴뢰 정부로부터 무거운 세금이 부과됐는데, 이는 그리스에 주둔한 독일군 및 이탈리아군을 위해서만이 아니라 추축국의 동지중해에서의 군사 계획들을 위한 비용을 위해서기도 했다. 추축국의 침략을 받기 전에 실제적인 국방비 수준으로 제한된 여타 국가와 달리 1941년~1942년 그리스에서 세금은 지역 소득의 113.7%에 달했다.
설상가상으로 연합국은 추축국의 군사력을 약화시키기 위해 전면 해상 봉쇄를 단행했고, 이는 식품을 비롯한 그리스로의 모든 수입품을 차단했다.
그리스 농부들은 농작물 10%를 현물 세금으로 지불하고 최저 가격을 겨우 넘기는 수준으로 모든 생산품을 고정된 가격으로 괴뢰 정부에 팔아야 했다. 나치 독일에 함락당하기 전부터 시행된 식품 가격 통제와 배급은 더 강화됐다. 낮은 정부 가격과 새로 부과된 세금 때문에 농부들은 농산물을, 상인들은 상품들을 숨겼는데 이로 인해 그리스가 전통적으로 식품 수입을 의존해온 대외 무역로가 차단됐다. 그리하여 식량 부족이 가격 상승으로 이어졌고, 괴뢰 정부의 마르크화 유통이 인플레로 이어졌고, 이러한 상황 하에 암시장과 배급만이 그리스 도시 지역에서 유일한 식품 유통 수단이 됐다. 심지어 점령 초기에는 어업 활동도 금지됐다. 게다가 불가리아는 자국이 점령한 그리스 지역에서 농산물 수송을 금지했는데, 해당 지역은 전쟁 이전에 그리스 농산물 생산의 30%를 차지한 곳이었다.
1941년 9월 중순 기근이 임박했을 때, 나치 독일은 그리스에 있는 독일 관리들의 요구에 벨기에, 네덜란드, 노르웨이가 군사 경제적 관점에서 그리스보다 급하다고 밝혔다.
서유럽과 북유럽에 있는 점령지에서는 그리스에서 만큼 국가적 자원 착취가 강제적으로 이뤄지지는 않았지만 그리스에 있는 독일인들은 수탈 정책에 의존했다. 게오르기오스 촐라코글루의 괴뢰 정부가 겨울 이전에 식량을 수입할 수 있게 해달라고 요청했지만 별 효과는 없었다. 독일과 이탈리아는 곡물을 아주 약간 보냈고, 불가리아는 전혀 보내지 않았다. 동방 정교회와 적십자가 아주 약간이나마 조직적인 노력을 했지만 그리스 인구의 수요를 충족시킬 수 없었다.
낮은 식량 접근성, 운송 수단 축소가 식량 위기의 주 원인이지만 괴뢰 정부와 주둔군의 시장 및 가격 통제 시도도 원인으로 꼽힌다.

## 1941년~1942년 겨울
상황이 1941년 여름에 심각해졌고 가을에는 전면적 기근이 발생했다. 특히 점령 후 첫 겨울인 1941년부터 1942년 겨울에는 식량 부족이 긴급했고 기근이 특히 도시 지역에 몰아닥쳤다. 식품 부족이 정점에 달했고 기근이 피할 수 없는 사태가 됐다. 그 해 겨울 사망률이 최고치였고 영국 역사가 마크 마조워에 의하면 이는 고대 그리스 시대 이래 그리스인들이 겪은 최악의 기근이었다. 시체가 공동묘지나 길거리에 비밀리에 버려졌는데, 이는 사망자의 배급표가 생존한 친척에 의해 사용됐기 때문이다. 아테네 거리에서 시체는 흔하게 볼 수 있는 광경이었다.
피레우스항과 아테네 도시권 지역의 상황은 통제불가였다. 초인플레는 강력했고 빵값은 1941년 4월부터 1942년 6월 사이 거의 90% 올랐다. 독일군 기록에 따르면 1941년 12월 아테네에서만도 하루에 300명이 죽었는데 적십자 측 추정치는 400명, 다른 기록에 의하면 1천 명에 달한다. 도시 지역 외에 섬, 특히 미코노스섬, 시로스섬, 히오스섬 인구도 기근의 영향을 받았다.
당시에 행정력이 제대로 기능할 수 없었기에 기근에 의한 정확한 사망자 수치는 알려질 수 없었다. 일반적으로 추축국 점령기에 기근과 영양 불균형으로 인해 약 30만 명이 고통 받은 것으로 추정되지만 그리스 여러 지역들이 동일한 수준으로 식량 부족을 겪지는 않았다. 기근에 의한 희생과 관련된 전반적인 지역별 수치가 존재하지는 않지만 심각한 이동 제한, 농산물 접근성, 도시화 정도가 기근으로 인한 사망에 영향을 미친 요소들로 간주된다.

## 연합국 봉쇄 해제
영국은 당초에 봉쇄 해제를 꺼려했으나 타협이 이뤄져서 중립국이던 튀르키예에서 식량 선박의 접근이 가능해졌다. 첫 번째이자 가장 중요한 식량 선박은 1941년 이스탄불에서 출발한 SS 쿠르툴루시호였다. 튀르키예 적신월의 전국적 캠페인에 의해 식량이 모였고, 이러한 활동은 그리스계 미국인 단체인 ‘그리스 전쟁 구호 협회’와 ‘콘스탄티노폴리스인 그리스인 연합’에 의해 주로 후원을 받았다. 처음에 튀르키예에서 식량 5만 톤이 선적됐으나 실제로는 17,500톤 만 수송됐다.
선박 한 척이 극단적인 상황을 완화하기에는 역부족이었고, 튀르키예 경제가 제한적이었기 때문에 이와 같은 도움은 거의 상징적일 수밖에 없었다. SS 쿠르툴루시호는 이스탄불을 떠나 피레우스와 아테네로 떠나던 5번째 항해 때 마르마라해의 기상 조건이 좋지 못하여 마르마라섬 인근 해안의 암초와 충돌하여 침몰했다.
SS 쿠르툴루시호 혼자서만 원조물품 6,700톤을 날랐다. 침몰 이후 튀르키예와 인도주의 단체들은 계속 물자를 공급했다. SS 둠루프나르호, SS 투나츠호, SS 코냐호, SS 귀네이수호, SS 악수호도 동원됐다. SS 둠루프나르호는 13세-16세 그리스인 환자 약 천 명을 이스탄불로 수송하여 전쟁 기간 동안 안전한 곳에서 치료를 받고서 그리스로 돌아가도록 했다.
그리스계 미국인과 영국의 노력 덕분에 연합국 지역에서 그리스의 기근 상황이 주목을 받게 됐고 대중의 요구에 따라 1942년 2월 해군 봉쇄가 해제됐다. 해당 계획은 국제 적십자사에 의해 수행됐고 스웨덴은 캐나다 밀 15,000톤을 지원했다. 밀을 실은 선박, 따뜻해진 봄 날씨로 인해 사망률은 낮아졌다. 1942년 말까지 그리스에서 가장 큰 항구들에 충분한 양만큼 지속적으로 공급이 이뤄져서 사망률이 낮아졌지만 식품 상황은 나치 독일이 후퇴하는 1944년까지 암울했다.
국제 구호는 주로 아동에 초점을 뒀다. 아테네에서 적십자는 2살 이하 아동에게 우유, 의료, 의복을 제공했다. 이후 3월에 연합국과 침략국은 식품 공급망을 재조직하기 위해 스웨덴이 운영하는 합동 구호 위원회 설립에 동의했다. 침략국 측은 또한 징발하는 농산물 만큼을 수입된 식량으로 대신했고 이동 및 가격 통제를 완화했다.

## 같이 보기
- 레닌그라드 포위전
- 1944년-1945년 네덜란드 기근
- 홀로도모르
- 허난 대기근
- 1944년-1945년 베트남 기근
- 1943년 벵골 기근